# Kauffenheim
Kauffenheim é uma comuna francesa na região administrativa de Grande Leste, no departamento Baixo Reno. Estende-se por uma área de 2,24 km². Em 2010 a comuna tinha 214 habitantes (densidade: 95,5 hab./km²).